# Elisabeth Koning
Elisabeth Koning (Elisabeth Goverdina „Lies“ Koning, verheiratete van der Stam; * 7. November 1917 in Zandvoort; † 12. Februar 1975 in Calgary, Kanada) war eine niederländische Sprinterin.
Bei den Olympischen Spielen 1936 wurde sie Fünfte in der 4-mal-100-Meter-Staffel und schied über 100 m im Vorlauf aus.
1936 wurde sie Niederländische Meisterin über 100 m. Ihre persönliche Bestzeit über diese Distanz von 12,2 s stellte sie am 5. Juli 1936 in Hilversum auf.